# Steam Powered Giraffe
Steam Powered Giraffe (Паровий жираф) — американський музичний проєкт, заснований у Сан-Дієго в 2008 році, який сам описує як «музичний акт, який поєднує роботову пантоміму, ляльковий театр, балет, комедію, кінопроєкції та музику». Створений і очолюваний близнюками Девідом Майклом Беннеттом та Ізабеллою Банні Беннетт, виступ поєднує в собі музику та імпровізаційну комедію на сцені, хоча їхні студійні роботи зосереджені майже виключно на музиці.
Steam Powered Giraffe має власну вигадану міфологію, створену під впливом субкультури стімпанку, де учасники гурту зображують персонажів як на сцені, так і на записах; її вигаданий всесвіт було досліджено за допомогою кількох коміксів, які переважно написала та намалювала Ізабелла Беннет. Незважаючи на те, що склад гурту кілька разів змінювався, він завжди зосереджується переважно на трьох персонажах-роботах (яких грають близнюки Беннетт і третій виконавець, хоча в оригінальному складі було чотири роботи), з кількома «людьми», які допомагають і виконують комедію, музика та танці на сцені, а також кілька менших роботів, які виконуються за допомогою лялькової гри або озвучування. На сьогоднішній день вони випустили шість студійних альбомів, два концертних альбоми, кілька концертних фільмів, створили саундтрек для відеогри SteamWorld Heist 2015 року та випустили офіційний сингл для хітової відеогри Battleborn 2016 року.

## Кар'єра

### 2008—2011: Становлення та початок кар'єри

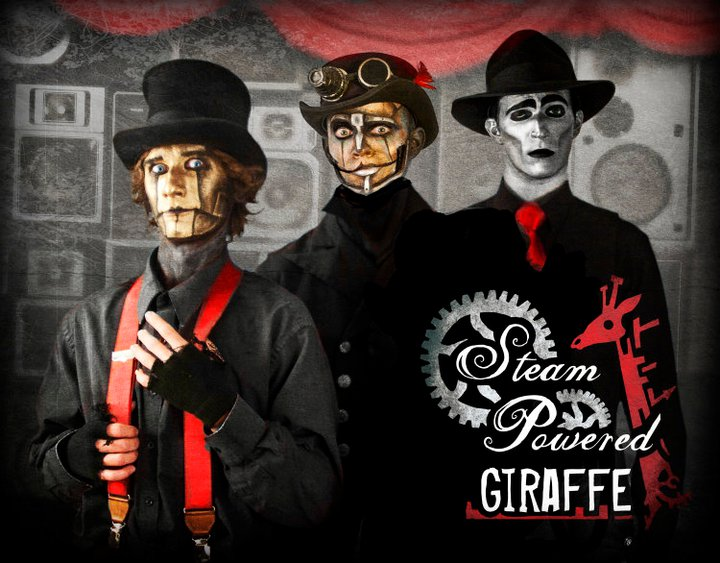
Джон, Кролик і Хребет у 2011 році

Учасники Steam Powered Giraffe познайомилися під час вивчення театрального мистецтва в Гросмонтському коледжі в Ель-Кахоні, Каліфорнія. Згодом вони стали членами місцевої групи пантоміми в Сан-Дієго під назвою Troupe SD. Джонатан Спраґ, Ерін Берк і близнюки Беннетт — Ізабелла (тоді Крістофер) й Девід — навчені пантомімі Джеррі «Казу» Гейґаром, а також мали спільний досвід у клоунаді, театрі, музиці та візуальному дизайні, почали гуляти вулицею як дивакуваті роботизовані персонажі. у січні 2008 року в парку Бальбоа, Каліфорнія. Для свого першого публічного виступу вони назвалися Steam Powered Giraffe Presents: Peoplebots. Пізніше того ж місяця вони змінили назву на Steam Powered Giraffe.
З моменту свого заснування гурт виступав на таких майданчиках, як Ярмарок округу Сан-Дієго, зоопарк Сан-Дієго, Парк диких тварин, Леголенд Каліфорнія, Онтаріо-Міллс, Центр Діснея, а також численні науково-фантастичні, фентезі, аніме та стімпанк конвенції.
У жовтні 2009 року гурт випустив свій перший альбом Album One. Він містив раніше виданий сингл з травня 2009 року під назвою «On Top of the Universe». На початку 2011 року гурт випустив сингл «Honeybee», оголосивши, що він увійде до майбутнього другого альбому. Того ж року Ерін Берк покинула гурт, щоб почати акторську кар'єру. Гурт повторно випустив альбом One після її відходу, прибравши вокал Берка та замінивши трек «I Am Not Alone» (у якому Берк був головним співаком) на «Ice Cream Parade». Наприкінці 2011 року гурт оголосив про вихід «живого» альбому під назвою Live at the Globe of Yesterday's Tomorrow.

### 2012—2013:The 2¢ ShowіMK III
Їхній другий студійний альбом The 2¢ Show вийшов у травні 2012 року. Того року вони були визнані найкращим живим комедійним виконавцем (та посіли друге місце в номінації «Найкращий сімейний розважальний виконавець») у списку A-List Сан-Дієго.
Окрім своїх музичних зусиль, гурт публікує вебкомікс і створила картярську гру, засновану на персонажах із їх передісторії. У квітні 2012 року вони випустили DVD під назвою Steam Powered Giraffe: The DVD (and the Quest For the Eternal Harp of Golden Dreams).

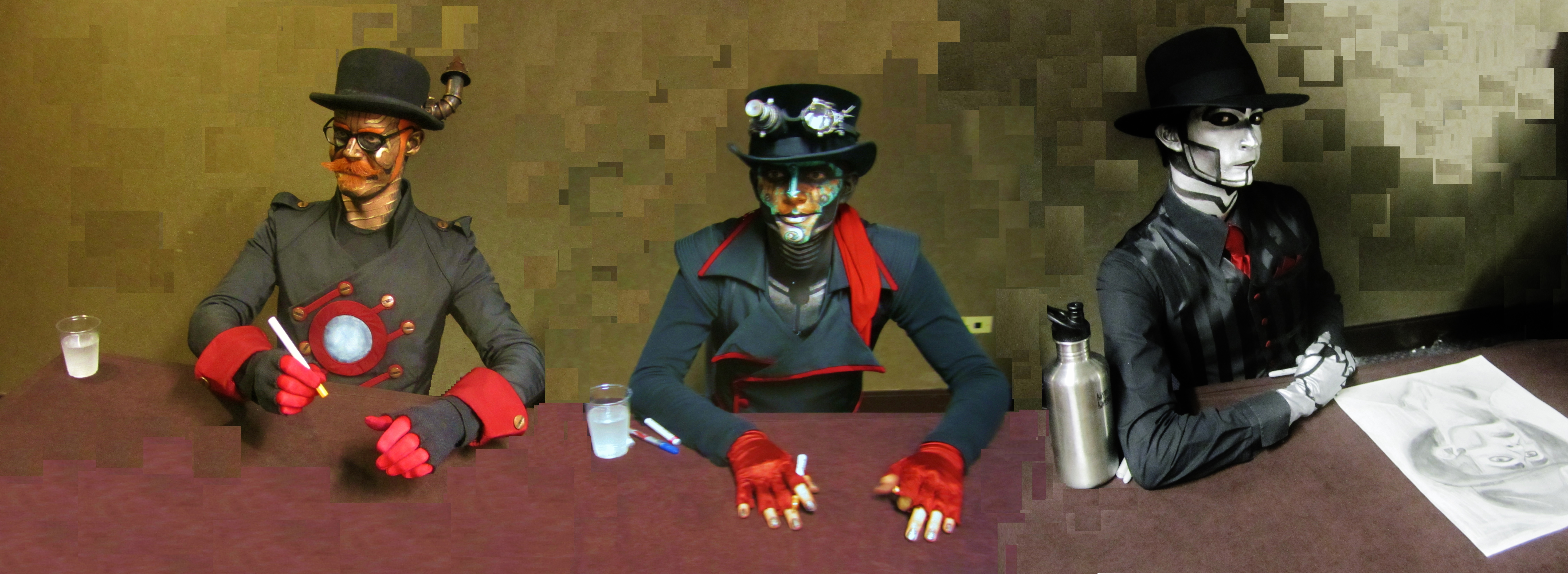
Гетчворт, Кролик та Хребет у 2013 році

24 вересня 2012 року гурт оголосив на своїй сторінці в Tumblr, що Джон Спраґ більше не буде частиною гурту. 1 жовтня було оголошено, що Сем Люк, тодішній барабанщик гурту, стане новим роботом у гурті під іменем Гетчворт. 2 листопада 2012 року Гетчворт дебютував з гуртом на сцені Youmacon у Детройті, штат Мічиган, з Майком Баксбаумом з A City Serene, який замінив барабанщика. Пізніше Метт Сміт був названий новим офіційним барабанщиком гурту.
Протягом цього часу SPG також представила персонажів «Дівчата Волтера» у своїх шоу. Дівчата спочатку обслуговували торгові столи гурту на концертах, але поступово були інтегровані в сценічне шоу та передісторію гурту. Описані як «інженери з блакитної матерії», порцеляново-біла шкіра та блакитне волосся Дівчата Волтер (тепер їх називають Робітницями Волтера) служать сторожами робота на сцені.
У червні 2013 року SPG випустив кавер на пісню Ріанни «Diamonds», по суті, сольний виступ Хребта. Супровідне відео, опубліковане на YouTube, представило нового персонажа в каноні SPG, робота-ляльку-жирафа на ім'я GG (озвученого Банні Беннеттом). GG знову з'явилися в липні, коли гурт випустив комедійний кліп «Walter Robotics Rap» на YouTube.
9 серпня 2013 року Steam Powered Giraffe оголосили назву свого третього альбому MK III. Альбом вийшов 3 грудня. У вересні того ж року гурт випустив кавер на пісню «I Love It» Icona Pop на своєму YouTube-каналі. 27 серпня 2013 року гурт був визнаний найкращою сімейною розвагою та найкращим місцевим гуртом за версією A-List Сан-Дієго.

### 2014—2016:The Vice QuadrantтаQuintessential
18 березня 2014 року було оголошено, що Майкл Рід і Метт Сміт більше не виступатимуть у Steam Powered Giraffe. Близнюки Беннетт заявили, що причиною їхнього відходу було більше зосередитися на театральних елементах акту та зменшити вартість гастролей, але вони також заявили останніми роками у своєму подкасті The Bennettarium, що Майкл Рід знехтував своєю контрактною роботою. на їхньому альбомі MK III, причому йому довелося запхати всю свою роботу за останні кілька тижнів виробництва.
На початку 2014 року Ізабелла Беннетт почала змінювати образ Кролика з чоловічої статі на жіночу, що збігалося з її статусом трансжінки. Вона офіційно змінила своє ім'я на Ізабелла Беннетт 22 січня 2016 року.
У травні 2014 року вони випустили свій третій кавер, переважно акустичну версію Daft Punk «Harder, Better, Faster, Stronger». Відео ознаменувало першу «офіційну» появу Кролика перед широким загалом (хоча гурт вже виступала на кількох датах раніше, а деякі фотографії та необроблені кадри аудиторії були помічені). Потім гурт випустив два нових відео: «Fancy Shoes» у червні та «I'll Rust With You» у липні, причому останнє включало живі записи, записані на Anime Midwest у Розмонті, штат Іллінойс.
У вересні 2014 року Steam Powered Giraffe дали свій перший міжнародний виступ, виступаючи на Grand Canadian Steampunk Exposition у Ніагара-он-да-Лейк, Онтаріо. Вони повернулися на виставку 2015 року, щоб зробити спільне шоу з професором Елементалом.
1 вересня 2015 року SPG випустив The Vice Quadrant: A Space Opera, дводисковий концептуальний альбом космічної опери, що містить 28 треків, хоча iTunes випустив його як два окремих альбоми для завантаження. Випуск послідував за кількома випусками відео для реклами роботи. Це стало першою записаною роботою гурту, де Кролик виступає як жінка. Альбом також містив вокал професора Елементаля у пісні «Sky Sharks».
У грудні 2015 року розробник відеоігор Image & Form випустив гру SteamWorld Heist для Nintendo 3DS, а також для інших платформ у 2016 році. Саундтрек до гри був створений і записаний Steam Powered Giraffe, а відтворення їхніх персонажів з'являються в грі.
Відеогра Battleborn від Gearbox Software вийшла 3 травня 2016 року, вона містить пісню, яку можна розблокувати, створену Steam Powered Giraffe для персонажа Монтани; того ж дня гурт випустив його на цифрових платформах як сингл.
20 червня 2016 року Steam Powered Giraffe оголосили на своєму веб-сайті, що їхній п'ятий студійний альбом, Quintessential, доступний для попереднього замовлення. Згідно з оголошенням, безкоштовна цифрова копія альбому з дванадцяти треків, яку можна завантажити, буде включена в покупку компакт-диска.

### 2016—2019: Новий учасник
19 грудня 2016 року гурт оголосив в соціальних мережах, що Семюел Люк залишає гурт, щоб зосередитися на своїй незалежній роботі як артиста та музиканта. Тоді він оголосив, що його негайно замінять Браян Барбарин і його персонаж Zer0 («Нуль»). Наступного дня Беннетти, Люк і Барбарин з'явилися в новому подкасті Девіда та Ізабелли, The Bennettarium, щоб обговорити, серед іншого, зміну робота. Перше живе шоу Zer0 відбулося 18 лютого 2017 року в The Center Theatre в Каліфорнійському центрі мистецтв в Ескондидо, Каліфорнія.
12 березня 2017 року після виступу Ерін Берк на The Bennettarium було підтверджено, що оригінальний випуск альбому гурту Album One 2009 року буде перевидано. Зараз існують версії 2009 та 2011 років.
20 липня 2017 року гурт виступив під час San Diego Comic Con з колишнім учасником Майклом Філіпом Рідом, який приєднався до них на сцені. Згодом Рід приєднався до гурту для більшості концертів до лютого 2020 року.
27 січня 2018 року Steam Powered Giraffe відсвяткували 10-ту річницю гурту спеціальним концертом, у якому взяли участь усі учасники в історії гурту, включаючи всіх п'ятьох колишніх учасників: роботів Джона, Апґрейда і Гетчворта, а також людей Майкла Філіпа Ріда та Метью Сміта. Пізніше він вийшов як концертний фільм на Blu-Ray, DVD та цифровому відео.
18 квітня 2019 року гурт оголосив про виробництво свого наступного альбому, першого з Барбарином і першого після MK III з Майклом Філіпом Рідом. Вони також підтвердили, що будуть випускати дві нові пісні кожні три-чотири місяці разом із музичними відео на кожну пісню.

### 2020–тепер:1896іThe Seventh
3 березня 2020 року гурт оголосив, що Рід залишає гурт, щоб виїхати з країни. Рід надав деякі внески до треків на 6-му альбомі гурту 1896 до свого від'їзду. 1 липня 2020 року гурт завантажив дві редакції своїх музичних відео Shattered Stars і Latum Alterum, у яких було видалено колишнього учасника гурту Майкла Ріда (який не був у гурті з березня). У закріплених коментарях до цих відео та публічній публікації на Patreon гурт пояснив, що зміни були зроблені у відповідь на підказки кількох фанатів, які приватно надіслали групі, щодо неприйнятної взаємодії Майкла Ріда з ними. У заяві йдеться:
|  | Гурт спонукав Майка повірити, що він просто «хороший хлопець без лихих намірів», щоразу, коли ми називали його надто доброзичливим ставленням до шанувальників, і як це могли сприймати люди. Ми навіть не знали, що це лише поверхнева поведінка, і вона сягає глибше. Нам дуже шкода, що люди почувалися ізольованими в цих випадках з Майком. «Це не було поодиноким, і багато людей мали щось подібне протягом багатьох років, що ми зараз чуємо, і ми шоковані та огидні. |

Гурт також заявляє, що Майкл все заперечував, коли гурт зв’язався з ним про це, але що докази були переважними, і вони не могли закривати очі на людей, які приватно висловлювалися про ці дії. На додаток до перероблених музичних відеокліпів, нові версії пісень із цих музичних відеокліпів та інших синглів з майбутнього альбому гурту 1896 також були опубліковані в цифровому вигляді, де це було можливо. У цих нових версіях прибрано вокал Майкла Ріда. Його вокал також вилучено з останнього випуску альбому гурту 1896, але він має заслугу на деякі інструменти та аранжування в примітках на вкладці.
10 липня 2020 року гурт публічно опублікував на своєму Patreon, що більше не співпрацює зі своїм концертним звукорежисером Стівом Неґретом, після чого він зробив заяву. У заяві Стів сказав, що йде з гурту через «втручання в роботу фанатів під час минулих шоу Steam Powered Giraffe», і що, поміркувавши над інформацією про Майкла Ріда, він повинен взяти на себе відповідальність за власні дії. Він вибачився за свій вчинок і заявив, що більше не працюватиме з гуртом. Посилаючись на Майкла Ріда та Стіва Неґрета, гурт сказав у цій публікації: «Ми не дозволимо обговорювати серйозність дій будь-кого з учасників, змонтованих у цьому відео. Обидва, по-своєму, перетнули межу, яку група не терпіла б ні зараз, ні в минулому". Музичне відео на пісню гурту Shattered Stars було повторно завантажено з ще одним редагуванням, вилучивши кадри Стіва Неґрета та Майкла Ріда.
9 листопада 2020 року гурт випустив свій новий альбом 1896, дводисковий альбом, який містить 22 пісні, десять з яких є акустичними версіями інших пісень альбому.
Під час російського вторгнення в Україну гурт підтримав Україну.
4 жовтня 2022 року гурт оголосив, що працює над своїм сьомим альбомом під простою назвою The Seventh, який вийде «не в дуже далекому майбутньому».
27 квітня 2024 року було оголошено, що гурт буде складати та записувати музику для SteamWorld Heist II, через дев’ять років після того, як вони працювали над його попередником.

## Склад гурту

### Нинішні учасники

#### Роботи[18]
- Хребет (англ. The Spine; Девід Майкл Беннетт) — футуристичний дизельпанк робот зі сріблястим обличчям. Він «серйозний чоловік» у багатьох комедійних сценках гурту на сцені. — ведучий та бек-спів, гітара, бас, мандоліна, клавішні, інженер звукозапису, продюсер (2008 — дотепер)
- Кролик (англ. Rabbit; Ізабелла Банні Беннетт) — це заводний робот із циферблатом та обличчям із міді та білої порцеляни. Її макіяж, костюм і зачіска часто змінюються — ведучий та бек-спів, акордеон, клавітара, мегафон, мелодика, бубон (2008 — дотепер)
- Нуль (англ. Zer0; Браян Барбарин) — робот у стилі арт-деко з золото-сріблястим обличчям. Часом він має дитячу манеру поведінки. — ведучий та бек-спів, бас (2016 — дотепер)

#### Люди
- Робітниця Волтер Челсі (Челсі Пеняк) і Робітниця Волтер Камілла (Каміль Пеняк) — сценічні персонажі, балетний супровід на сцені та працівники торгових кіосків для живих шоу (2014 — дотепер)
- Лейсі Джонсон — клавішні, електрогітара, спів (2024 — дотепер)
- Девід Баттерфілд — барабани, спів (2024 — дотепер)

### Колишні учасники

#### Роботи
- Апґрейд (Ерін Берк) — була роботом із рожевим обличчям і один із початкових чотирьох учасників[33]. Вона покинула гурт у 2011 році. — вокал та бубон (2008—2011; гість: 2018)[28]
- Джон (Джонатан Спраґ) — був золотим роботом у стилі арт-деко та одним із перших чотирьох учасників. Він покинув гурт у 2012 році[15]. — ведучий та бек-вокал, гітара, мандоліна, бас, ударні (2008—2012; гість: 2018)[28]
- Гетчворт (Сем Люк) — був золото-мідним роботом у стилі арт-деко, який раніше був барабанщиком гурту як людина, перш ніж замінити Джона як робота. Він покинув гурт у 2016 році[23]. — головний та бек-вокал, бас, гітара (барабанщик концерту: 2010—2012; робот-виконавець: 2012—2016; гість: 2018)[28]

#### Люди
- Меттью Сміт — барабани, додатковий спів (2012—2014; гість: 2018)[28]
- Майкл Філіп Рід — мультиінструменталіст, головний та додатковий спів (2009—2014; 2017—2020)
- Браянна Клоусон — робітниця Волтер, мерчендайз (2012—2013)
- Пейдж Лов — робітниця Волтер, мерчендайз (2012—2014)
- Кароліна Ґумбаян — робітниця Волтер, мерчендайз, бас-гітара (2013—2014)
- Стів Неґрете — аудіотехніка в прямому етері, а також виконав персонажів Beebop і Qwerty через озвучку на проєкторному екрані (2009—2020)